# Автобан A17 (Німеччина)
Федеральний автобан 17 (A 17, нім. Bundesautobahn 17) — автобан у Німеччині довжиною 45 км, розташований у федеральній землі Саксонія. Дана траса є основною магістраллю, що з'єднує Дрезден і кордон з Чехією, де продовжується у вигляді автомагістралі  у напрямку Праги.
Є частиною європейського маршруту .

## Маршрут
| Автобан A 17 |                    |  |
| 0 км         | Дрезден-захід      |  |
| 3            | Дрезден-Горбіц     |  |
| 12           | Дрезден-південь    |  |
| 24,5         | Пірна              |  |
| 45 км        | Альтенберг-Лібенау |  |